# Okręg Kreuzlingen
Kreuzlingen (niem. Bezirk Kreuzlingen) – okręg w Szwajcarii, w kantonie Turgowia. Siedziba administracyjna okręgu znajduje się w miejscowości Kreuzlingen.  
Okręg składa się z czternastu gmin (Gemeinde) o powierzchni 129,17 km² i o liczbie mieszkańców 50 395.

## Gminy
1. Altnau
2. Bottighofen
3. Ermatingen
4. Gottlieben
5. Güttingen
6. Kemmental
7. Kreuzlingen
8. Langrickenbach
9. Lengwil
10. Münsterlingen
11. Raperswilen
12. Salenstein
13. Tägerwilen
14. Wäldi